# مارغريت مايو (مؤلفة)
مارغريت مايو (بالإنجليزية: Margaret Mayo)‏ (10 مايو 1935، لندن في المملكة المتحدة)؛ كاتِبة مُتخصِّصة في أدب الأطفال وروائية بريطانية.